# 민방위

민방위 원형 앰블럼

민방위 사각형 앰블럼

민방위(民防衛, 영어: civil defense/defence, civil protection) 또는 민간방위(民間防衛)는 군사사태나 자연 재해 등으로 인한 피해를 막기 위하여 민간인이 조직적으로 행하는 대피, 구명, 방어 등의 비군사적 행위이다.
20세기 초 전시의 공습에 대응하는 목적으로 일부 국가에서 시행을 시작하였고, 냉전 시대에 특히 핵무기 위협에 대응하기 위하여 많은 국가에서 도입하였다. 일부 국가에서는 민방위를 군사조직의 일환으로 다루며, 대한민국에서는 일정 연령대의 남성 전체를 민방위에 편입하여 이행을 강제하고 있다.

## 조직
- 대한민국 민방위대
- 일본 국민보호
- 미국 민방위대
- 싱가포르 민방대(en:Singapore Civil Defence Force, SCDF)
- 영국 민방대

## 같이 보기
- 대한민국 민방위대
- 공습
- 스카우트 운동
- 생존주의